# John Biggins
John Biggins   (Bromley, octubre 1949), és un escriptor britànic de ficció històrica, conegut especialment per la seva sèrie de novel·les d'Otto Prohaska ambientades a la marina austrohongaresa durant els primers anys del segle xx i la Primera Guerra Mundial.

## Biografia
Biggins va néixer a Bromley (Gran Londres) i va assistir a les Chepstow Secondary i Lydney Grammar Schools; després va estudiar història a la Universitat de Gal·les de 1968 a 1971. Va continuar els seus estudis de postgrau a Polònia. Biggins va treballar com a funcionari per al Ministeri d'Agricultura del Regne Unit. També va treballar com a periodista i com a redactor de textos especialitzats abans de passar a treballar com a autor de ficció històrica.

### Carrera literària
El 1991, Secker & Warburg va publicar la primera de les novel·les d'Otto Prohaska de Biggins, A Sailor of Austria (Un mariner d'Àustria). La història està ambientada a la marina austrohongaresa durant la Primera Guerra Mundial i presenta una vívida descripció dels primers submarins de l'època. Kirkus Reviews va afirmar que el llibre estava ben investigat, però el va qualificar d'«avorrit i poc interessant»; la Historical Novel Society, en canvi, el considerà una «excel·lent ficció militar» i, de manera similar, va lloar el seu llibre posterior de la sèrie Tomorrow The World (Demà, el món).
El 2010 Biggins va començar una nova sèrie de novel·les i va publicar de manera autònoma el seu llibre més recent, The Surgeon's Apprentice. Aquesta novel·la va ser inclosa per la revista The Spectator a la seva llista de llibres de l'any, i la var valorar com «un relat molt ben investigat sobre la mar i la guerra».

### La sèrie d'Otto Prohaska

#### Argument
Ottokar Prohaska, el protagonista de la sèrie, és un txec de naixement i oficial naval austríac per formació. Els assoliments que aconsegueix en la seva carrera tenen elements d'aventura i de comèdia, amb moments d'heroïcitat i d'antiheroïcitat. Els antecedents històrics són els darrers anys de l'imperi austrohongarès i, en particular, en el cas de dues de les novel·les, la Primera Guerra Mundial. El lector troba l'Otto Prohaska, en diferents moments, com a oficial d'artilleria. a bord d'un vaixell, com a comandant d'un submarí i com a membre del cos d'aviació.

#### Obres
- A Sailor of Austria (1991)
- The Emperor's Coloured Coat (1992)
- The Two-Headed Eagle (1993)
- Tomorrow The World (1994)

### La sèrie de van Raveyck
- The Surgeon's Apprentice (2010)
- The Lion Ascendant (2021)